# سی‌تی اسکن صنعتی
مقطع‌نگاری رایانه‌ای یا برش‌نگاری رایانه‌ای یا توموگرافی رایانه‌ای صنعتی (به انگلیسی:
Industrial Computed Tomography) یا به اصطلاح سی‌تی اِسکَن صنعتی، روشی نوین است که در تشخیص عیوب مواد و علم اندازه‌گیری کاربرد فراوانی دارد. در این روش، ماده به صورت لایه‌به‌لایه برانداز (اسکن) می‌شود و بدین ترتیب بخش‌های درونی آن نیز برای محققان قابل رؤیت می‌گردد. این روش برای قطعات مختلف صنعتی از جمله فلزات کاربرد دارد.

## پیشینه
پایه‌های ریاضی مقطع‌نگاری رایانه‌ای به ابتدای قرن بیستم بازمی‌گردد. کاربرد عملی این روش در دهه ۶۰ میلادی بنیان‌گذارده شد. در سال ۱۹۶۳، آلن کرماک از دانشگاه تافتز از افرادی بود که نخستین بار نظریه یک سیستم سی تی اسکن را مطرح کرد. اما عملاً اولین اسکنر تجارتی در سال ۱۹۷۲ توسط گودفری هاونسفیلد از آزمایشگاه‌ای ام آی (EMI) در انگلستان انجام گردید.

## تفاوت با سی تی اسکن پزشکی
به دلیل تخلخل کمتر استخوان به نسبت فلزات، انرژی پرتو ایکس مورد استفاده در سی تی اسکن پزشکی پایین‌تر از سی تی اسکن صنعتی است.

## نحوه عملکرد
عملکرد سی تی اسکن صنعتی دارای شباهت‌های بسیار به سی تی اسکن پزشکی است. دستگاه متداولی که این روش را جهت تصویربرداری به کار می‌برد سی تی اسکن نام دارد و متشکل از تعداد انبوهی آشکارساز کوچک از نوع شمارنده درخششی(Scintillator) است که به صورت چندین ردیف درون دستگاه قرار داده شده‌اند که پرتوهای ایکس عبوری از درون ماده را آشکارسازی می‌کنند. سپس سیگنال‌های دریافت شده توسط الگوریتم‌های مخصوصی همانند از نوع بازتابی فیلتر شده (filtered backprojection) و بازسازی تکراری (iterative reconstruction) تصویر را بازسازی می‌کنند. سیر تکاملی این دستگاه‌ها اغلب در هفت نسل توسعه (generation) بررسی می‌شود.
پیشرفت‌های اخیر در ساختمان دستگاه تصویر برداری، تکنولوژی آشکارسازی، آرایه‌های آشکارساز چندگانه و طراحی تیوب پرتوایکس، زمان اسکن را به کسری از ثانیه تقلیل داده‌است. کامپیوترهای مدرن قدرت محاسباتی ارائه می‌دهند که اجازهٔ بازسازی عمدهٔ اطلاعات تصویر را به صورت (real time) می‌دهد.
با وجود پیشرفت‌های مکرر و زیادی که امروزه در صنعت سی تی اسکن‌ها مشاهده می‌شود، آرتیفکت در سی تی اسکن همچنان یکی از موضوعات مهم در کیقیت تصویر این سیستم‌ها محسوب می‌گردد.

## کاربرد سی تی اسکن در پرینت سه بعدی و پارامترهای مؤثر در انتخاب نوع دستگاه
صنعت ساخت افزایشی یا AM در سال‌های اخیر پیشرفت قابل‌ملاحظه‌ای داشته‌است. یکی از حوزه‌های مهم این صنعت، ساخت افزایشی فلزی است که امکان سخت قطعات پیچیده را به‌صورت لایه به لایه و با خواص متالورژیکی مطلوب فراهم می‌سازد. بااین‌حال، قطعات ساخته شده با این روش، ممکن است دارای عیوب متنوع با اندازه و مقیاس مختلف باشند که این می‌تواند تأثیرات اساسی بر روی خواص مکانیکی قطعه بگذارد. در سال‌های گذشته، استفاده از سی تی اسکن که نوعی تست غیر مخرب است و باگذشت زمان از تصویربرداری کیفی به یک روش اندازه‌گیری کمی تبدیل‌شده، تحولی اساسی در این صنعت به وجود آورده و امکان استفاده از آن در کاربردهای مختلف مهندسی فراهم‌شده‌است. درروش سی تی اسکن، امکان تست غیر مخرب آلیاژهای مختلف وجود دارد. هم چنین، تشخیص عیوب مختلف در این روش ممکن است، درحالی که به دلیل پیچیدگی هندسی، اندازه عیوب و شکل و محل قرارگیری آن‌ها درون قطعه، با روش‌های دیگر تست غیر مخرب امکان تشخیص آن‌ها وجود ندارد. در کنار تشخیص عیوب، این روش امکان محاسبه چگالی مواد را میسر می‌سازد. به علاوه، تخلخل قطعات ساخته‌شده که نقش اساسی بر روی خواص مکانیکی آن‌ها دارد با روش سی تی اسکن قابل‌محاسبه‌است.
در پژوهش‌های مختلف، بررسی‌هایی بر روی قطعات، قبل و بعد از تست سی تی اسکن انجام‌گرفته و امکان کاربرد آن در قطعات ساخته شده به روش AM ثابت گردیده‌است. با این حال، محدودیت‌هایی در استفاده از این روش وجود دارد و ابعاد، جنس قطعه، تراکم و نیز دقت اندازه‌گیری موردنیاز در امکان استفاده از روش سی تی اسکن و نیز انتخاب مدل دستگاه نقش اساسی دارند.
در جدول زیر تعدادی از سازندگان دستگاه‌های سی تی اسکن صنعتی آورده شده‌اند:
| وب‌سایت                | محل شرکت                                | نام شرکت      |
| www.zeiss.com         | berkochen, Germany                      | Carl Zeiss AG |
| www.bruker.com        | Billerica, Massachusetts, United States | Bruker        |
| www.rxsolutions.fr    | France                                  | RX Solutions  |
| www.4nsi.com          | Glenview, Illinois, United States       | NSI           |
| www.yxlon.com         | Hamburg, Germany                        | YXLON         |
| www.gemeasurement.com | Boston, Massachusetts, United States    | GE            |

مدل‌های مختلف دستگاه سی تی اسکن با ویژگی‌های متنوع توسط شرکت‌های مختلف تولید می‌شود که با توجه به‌اندازه قطعه موردبررسی، چگالی قطعه، دقت لازم اندازه‌گیری و قیمت موردنظر، در گزارش نهایی پروژه معرفی خواهند شد. به‌عنوان‌مثال، مدل X7000 که توسط شرکت NSI معرفی و عرضه شده، می‌تواند با ولتاژ ۱۰ تا ۴۵۰ کیلوولت، اشعه x تولید نماید. هم‌چنین امکان بزرگنمایی بیش از ۲۰۰۰ برابر دارد و قطعات با ابعاد حداکثر قطر ۱۵۲ و حداکثر ارتفاع ۱۵۲ سانتی‌متر را تصویربرداری می‌نماید. بنابر اطلاعات درج‌شده در کاتالوگ محصول، امکان بهره‌برداری از این مدل برای تست قطعات ساخته‌شده در AM وجود دارد.
به‌وسیله این دستگاهامکان تصویربرداری سی تی اسکن دوبعدی سه‌بعدی و نیز چهاربعدی (سه‌بعدی همراه با حرکت) وجود دارد. در شکل ۱، نمونه‌ای از تصویر برداشته‌شده توسط این دستگاه از یک مهره شطرنج ساخته‌شده به روش ساخت افزایشی (AM آورده شده‌است:

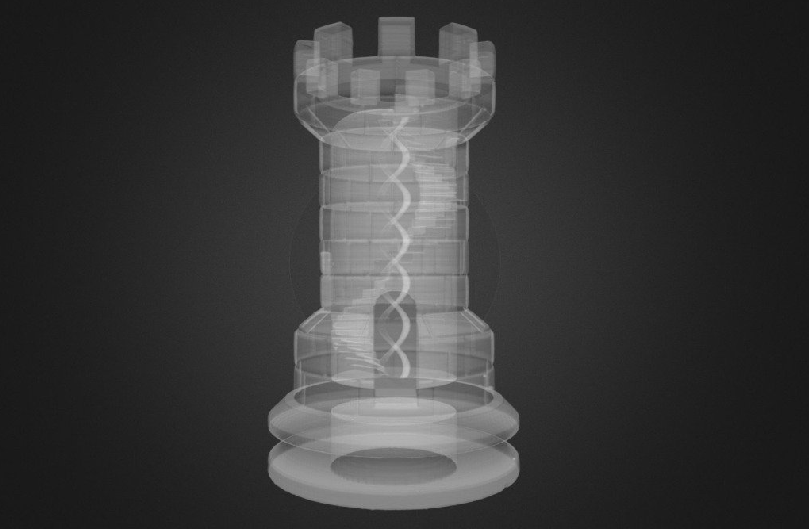
شکل ۱- تصویر برداشته شده از دستگاه سی تی اسکن صنعتی از مهره شطرنج ساخته شده با روش AM

## آرتیفکت
به‌طورکلی هرگونه خطا در تصویرگری یا پردازش تصویر در علوم عکس‌برداری آرتیفکت (Artifact) نامیده می‌شود. در سی تی اسکن نیز به هرگونه ساختار یا الگو که در تصویر دیده شود ولی غیرواقعی بوده و وجود خارجی نداشته باشد آرتیفکت گویند. آرتیفکت همیشه از کیفیت تصویر می‌کاهد و گاهی می‌تواند باعث تشخیص اشتباه و کاذب نیز شود.

### انواع آرتیفکت
با توجه به بروز عوامل مختلف، آرتیفکت به شکل‌های مختلفی ممکن است در تصویر سی تی اسکن نمایان شود که به‌هم‌ریختگی‌هایی را ایجاد کرده و تشخیص صحیح از وضعیت درونی قطعه را با مشکلاتی مواجه خواهد کرد. شکل‌های مختلف آرتیفکت عبارت‌اند از:
- سخت شدگی پرتو (Beam hardening)
- آرتیفکت حرکتی (Motion artifact)
- آرتیفکت مخطط (Streak artifact)
- آرتیفکت حلقوی (Ring artifact)
- آرتیفکت Partial volume

#### سخت شدگی پرتو (Beam hardening)
این آرتیفکت بر اثر افزایش میانگین انرژی دسته اشعه ایکس حین عبور از لایه‌های مختلف قطعه به وجود می‌آید. همانند سایر دستگاه‌هایی که در آن‌ها از اشعه برای تولید تصویر استفاده می‌شود، در دستگاه‌های سی تی اسکن نیز دسته اشعه ایکس مورد استفاده تک انرژی نبوده و شامل طیفی از انرژی‌ها است؛ بنابراین وقتی در سی تی اسکن از اشعه‌ای باانرژی مشخص استفاده می‌شود در واقع دسته اشعه حاوی انرژی‌های متفاوت (به‌صورت طیفی) است. پرتوهای ایکس باانرژی کمتر، بیشتر جذب می‌شوند بنابراین، حین عبور از مواد جاذب، نسبت فوتون‌های با انرژی بالاتر افزایش خواهد یافت که در تصویر سی تی اسکن به شکل نواحی تیره نمایان می‌شوند.
این آرتیفکت در زمانی که اشعه ایکس مسیرهای متفاوتی را طی می‌کند نیز به وجود می‌آید، مثلاً زمانی که ناحیه بررسی کروی شکل باشد اشعه‌های مرکزی بیشتر از پرتوهای کناری تضعیف می‌شوند که به‌صورت نوارهای تیره یا خط‌هایی در تصاویر مشاهده می‌شود.
برای کاهش یا حذف این آرتیفکت می‌توان از پالایه‌های اشعه ایکس (bowitefilter) که یکنواختی دسته اشعه را افزایش می‌دهند استفاده کرد (bowiitefillter نوعی فیلتر است که لبه‌های آن ضخیم‌تر از قسمت مرکزی آن بوده و موجب افزایش Dynamic Range دتکتور می‌شود) یا از تکنیک‌هایی با kvp بالا (اشعه با طیف انرژی بالا) استفاده کرد. امروزه نرم‌افزارهایی عرضه‌شده‌اند که اثرات این آرتیفکت را در تصاویر کاهش داده‌اند.

#### آرتیفکت حرکتی (Motion artifact)
این آرتیفکت در نتیجه جابه‌جایی و تکان خوردن قطعه حین تست ممکن است ایجاد شود که به‌صورت خط‌ها یا رگه‌های مستقیم در تصویر مشاهده می‌شوند.
برای پیش‌گیری از این مشکل می‌توان زمان اسکن را تا حد امکان به حداقل رساند تا احتمال بروز کاهش یابد، همچنین با استفاده از نرم‌افزار نیز می‌توان تا حدودی آن‌ها را برطرف کرد. کارخانه‌های سازندهٔ دستگاه سی‌تی‌اسکن نیز امکاناتی برای کاهش این آرتیفکت در نظر گرفته‌اند:
- Cardiac gating Over scan - software correction (MAC) -

به‌عنوان‌مثال شرکت shimatzu از نرم‌افزار MAC3 برای کاهش آرتیفکت ناشی از حرکت استفاده می‌کند.

#### آرتیفکت مخطط (Streak artifact)
هنگامی‌که یک جسم با دانسیته بالا شدت اشعه را به‌شدت کاهش دهد، ممکن است آشکارساز هیچ سیگنالی را تولید نکند. از طرفی، یک فرض در دستگاه سی‌تی‌اسکن این است که هر آشکارساز در هر موقعیت، مقداری اشعه را دریافت خواهد کرد؛ بنابراین هنگامی‌که آشکارساز، سیگنال تولید نکند، در بازسازی تصویر اشتباه رخ می‌دهد و در نتیجه آن، خطوطی روی تصویر پدیدار خواهد گشت. با بالا بردن رزولوشن و نیز ارتقای انرژی اشعه این آرتیفکت کاهش داده خواهد شد.

#### آرتیفکت حلقوی (Ring artifact)
یکی از عیوب عمده دستگاه‌های سی‌تی‌اسکن نسل سوم، احتمال به وجود آمدن آرتیفکت‌های حلقوی هست. این آرتیفکت زمانی به وجود می‌آید که یک یا چند آشکارساز معیوب باشند. در دستگاه‌های سی‌تی‌اسکن نسل چهارم، درصورتی‌که یک یا چند آشکارساز معیوب باشند، آرتیفکت حلقوی به وجود نمی‌آید، زیرا تعداد آشکارسازها زیاد است و هنگام اسکن، فقط تعدادی از آشکارسازها فعال هستند (در نسل سوم، در هرلحظه تمام آشکارسازها در حال کار هستند). برای برطرف کردن این آرتیفکت دتکتورها باید کالیبره شوند و در صورت معیوب بودن باید تعویض شوند. همچنین می‌توان از الگوریتم‌های خاص بازسازی تصویر که به این منظور تهیه‌شده‌اند برای کاهش اثر این نوع آرتیفکت استفاده کرد.

#### آرتیفکت Partial volume
این آرتیفکت مربوط به اشیائی با چگالی بالا است که به‌طور جزئی به داخل مقطع اسکن برجسته می‌شوند. چون این شیء تنها به‌طور ناقص در مسیر اشعه قرار می‌گیرد، دانسیته آن پایین‌تر از حد واقعی آن نمایش داده می‌شود.
زمانی که دو یا چند شیء به‌طور جزئی به داخل مقطع اسکن برجسته شوند، باعث ایجاد آرتیفکت خطی می‌شوند که علت آن است که خطای اندازه‌گیری غیرخطی است. اگر فقط یک شیء موجود باشد، خطای اندازه‌گیری در تمام مقطع یکسان دیده می‌شود. زمانی که دو یا چند شیء باشند، منجر به خطاهایی می‌شود که ازنظر نمایشی به‌طور قابل‌توجهی متفاوت بوده و به‌صورت شعاع‌هایی که از این اشیاء عبور می‌کند، دیده می‌شود. این اطلاعات غیریکنواخت باعث streak artifact می‌شوند. از طرفی دیگر بالا بردن رزولوشن، به دلیل کاهش سایز ووکسل باعث کاهش این آرتیفکت می‌شود. همچنین با به کار بردن دیتکتور با کمترین پهنا و عرض ممکن می‌توان رزولوشن را ارتقا داد. علاوه بر این با افزایش انرژی میانگین اشعه ایکس به‌کار رفته می‌توان این آرتیفکت را به دلیل کمرنگ‌تر کردن اثر اجسام و نواحی چگال‌تر، کاهش داد.

## نرم‌افزارهای سی تی اسکن

### 1phoenix datos|x CT software (شرکت GE)

#### مزایا
- بازبینی حجم ۱۴ برابر سریع‌تر برای افزایش سرعت نمونه‌سازی
- بهبود عملکرد خودکار برای استفاده بسیار مؤثرتر سیستم
- نظارت بر عملکرد سیستم CT تحت دستورالعمل ASTM 1695
- پشتیبانی از متدولوژی اختیاری و پیکربندی سیستم سی تی اسکن برای اندازه‌گیری دقیق 3D با توجه به دستورالعمل VDI 2630
- بازرسی خودکار اتمام کار
- حالت تولید به کمک تنها یک دکمه، قابلیت و رابط کاربری بصری برای بهبود سهولت استفاده در سی تی اسکن
- کاهش قابل‌توجه آموزش‌های موردنیاز و زمان یادگیری اپراتور
- صحت و دقت عالی

### 2efX-CT (شرکت NSI)

#### مزایا
- ساده‌ترین، سریع‌ترین و جامع‌ترین نرم‌افزار در بازار
- صحت و دقت بسیار خوب

### Volume Graphics Studio Max(Jesse Garant Metrology Center)

#### مزایا
- اندازه‌گیری مختصات
- مقایسه نامی و واقعی
- تحلیل ضخامت دیواره
- تجزیه‌وتحلیل تخلخل و درون قطعه
- تجزیه‌وتحلیل مواد فیبر کامپوزیت
- شبیه‌سازی پدیده
- تجزیه‌وتحلیل ساختار فومی
- قابلیت ورود پَروَنجا CAD
- بازسازی در CT
- صحت و دقت خوب

### CIVA (شرکت EXTENDE)

#### مزایا
- امکان تشخیص و انتخاب بهینه‌ترین روش انجام تست.
- به کاربر اجازه می‌دهد تا با توجه به مبدل، هندسه یا مواد نمونه موردبررسی، بیشترین پارامترهای تأثیرگذار را در نظر بگیرد.
- از طریق تثبیت تمام پارامترهای ورودی کاربر، امکان تعیین مناسب‌ترین روش برای بازرسی یا برای ارزیابی عملکرد وجود دارد.
- کاربر بر تمام پارامترها از ابتدای شبیه‌سازی تا انتها و نیز بر شناسایی بهینه‌ترین مقادیر برای پارامترهای مختلف.